# Maison de la magistrature à Zemun
La maison de la magistrature à Zemun (en serbe cyrillique : Магистрат у Земуну ; en serbe latin : Magistrat u Zemunu) est située à Belgrade, la capitale de la Serbie, dans la municipalité urbaine de Zemun. En raison de sa valeur architecturale, cette maison, construite entre 1823 et 1832, figure sur la liste des monuments culturels protégés de la république de Serbie et sur la liste des biens culturels de la ville de Belgrade.

## Présentation
La maison de la magistrature, située 3 Magistratski trg, a été construite entre 1823 et 1832 selon des plans de l'architecte Jozef Felber ; il était destiné à accueillir le nouvel hôtel de ville de Zemun. Conçu dans un style classique, il est bâti en pierres, avec une cave, un rez-de-chaussée et un étage ; il possède des voûtes baroques au rez-de-chaussée et des architraves à l'étage. La façade, symétrique, est ordonnancée autour d'une avancée centrale couronnée d'un tympan triangulaire. En 1836, le bâtiment a été agrandi selon des plans d'un certain Križanić, occupant ainsi l'emplacement de l'ancienne maison de Miloš Urošević. L'hôtel de ville de Zemun resta dans les lieux jusqu'en 1871 et la maison abrita le Palais de justice pendant une longue période. En 1997, le bâtiment est devenu le siège national du Parti radical serbe.